# 53er Ausschuß
Der 53er-Ausschuss (in der damaligen Schreibweise: 53er Ausschuß) war ein am 19. November 1918 von den Soldatenräten der Marine gebildeter zentraler Ausschuss, der den Anspruch hatte, die Marine zu führen und der sich am 23. November im Reichsmarineamt (RMA) in Berlin etablierte. Der Ausschuss wählte ein führendes Gremium aus fünf Personen, das sich als Zentralrat der Marine bezeichnete und dessen Sprecher Albers (USPD) war. Der 53er-Ausschuss wurde nach einer Kritik Gustav Noskes auf dem Reichsrätekongress auf sechs Personen verkleinert und schließlich im Juni 1919 abgeschafft.

## Initiative für die Bildung des Ausschusses
Nachdem die Soldatenräte in der Marine im Zuge der Novemberrevolution die Kommandogewalt übernommen hatten, sah der Soldatenrat in Wilhelmshaven die Notwendigkeit, die Marine unter eine zentrale Leitung zu bringen und organisierte zu diesem Zweck eine Konferenz. Diese fand am 19. November 1918 in Wilhelmshaven statt. Es wurde beschlossen, einen zentralen Ausschuss für die gesamte Marine mit Sitz in Berlin zu bilden. Die Zahl der Mitglieder wurde nach der Stärke der zu berücksichtigenden Einheiten auf 53 festgesetzt.

## Zusammensetzung und Geschäftsordnung
Der 53er-Ausschuss bestand aus 24 Delegierten der Marinestation der Nordsee, 20 der Marinestation der Ostsee, 5 der Niederelbe (darunter der Sprecher Albers und der Vorsitzende des Cuxhavener Soldatenrats Karl Baier) und 4 aus Berlin (darunter der damalige Kommandant der Volksmarinedivision Otto Tost). Der Ausschuss ließ sich im Reichsmarineamt nieder und schickte Beauftragte in jede Abteilung. Er bezeichnete sich auch als Oberster Marinerat und bildete einen fünfköpfigen Zentralrat der Marine. Diesem gehörten an: Albers, Reitz, Kirchofer, Waldau und Wengora. Die auswärtigen Mitglieder des 53er-Ausschusses bezogen zwei Etagen im nahe gelegenen Hotel Kaiserhof. Anfang Dezember 1918 gaben sich der Ausschuss und der vom Rat der Volksbeauftragten entsandte Beigeordnete Ewald Vogtherr (USPD) – der von Seiten der SPD entsandte Beauftragte Noske blieb unerwähnt, weil er zu der Zeit in Kiel unabkömmlich war – eine Geschäftsordnung, die die „überwachende Tätigkeit über den Dienstbetrieb und insbesondere über den gesamten Schriftwechsel“ festschrieb. Jedes Schriftstück musste von einem Mitglied des Zentralrats gegengezeichnet werden.

## Ziele des Ausschusses
Der Ausschuss sah eine wichtige Aufgabe darin, „die Reform der Marine in die Hand zu nehmen.“ Für diese politisch aufgefasste Aufgabe lud der Ausschuss führende Politiker der linken Parteien (Philipp Scheidemann, Hugo Haase, Karl Liebknecht) für Vorträge ein. Daraus entwickelte er ein Programm, das am 9. Dezember veröffentlicht wurde.

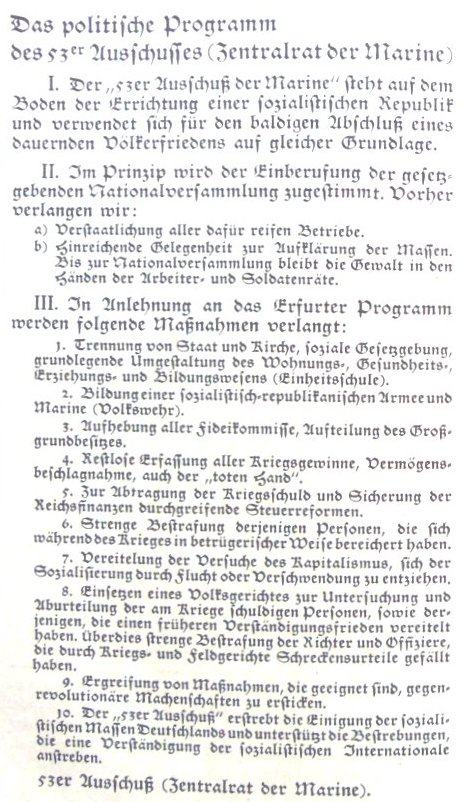
Das politische Programm des 53er-Ausschusses (Zentralrat der Marine) veröffentlicht als Flugblatt und Plakat am 9. Dezember 1918

An die erste Stelle setzte er „den baldigen Abschluß eines dauernden Völkerfriedens auf gleicher Grundlage.“ Er stimmte mit Vorbehalten der Einberufung der Nationalversammlung zu und verlangte in Anlehnung an das Erfurter Programm der SPD die „Bildung einer sozialistisch-republikanischen Armee und Marine (Volkswehr).“

## Konflikte und Abschaffung des 53er Ausschusses
Noske fasste die Überwachung des RMA eher als verwaltungstechnische Kontrolle auf und monierte bald den durch die umfassende Aufsicht des 53er Ausschusses schwerfälligen Ablauf der Dienstgeschäfte. Im Kieler Obersten Soldatenrat bekamen die Deckoffiziere einen immer größeren Einfluss. Sie unterstützten Noskes Kritik.
Auf dem Reichsrätekongress Mitte Dezember 1918 wurde diese Kritik dann zunächst vom Mitglied des Rats der Volksbeauftragten, Otto Landsberg, dann von Noske und schließlich noch vom Delegierten des Kieler Obersten Soldatenrats, Robert Pfaff, vorgetragen. Ein Delegierter aus Bayern stellte dann den Antrag, den Ausschuss aufzulösen oder eventuell zu verkleinern. Der Antrag wurde „nahezu einstimmig“ angenommen. Die Gegenrede von Albers blieb ohne Wirkung.
Der Noske-Biograf Wolfram Wette urteilt, es wäre eigentlich Noskes Aufgabe gewesen, die Grundzüge einer künftigen demokratischen Militärpolitik aufzuzeigen, stattdessen habe er sich auf die „ziemlich kleinkarierte Kritik“ an der schwerfälligen Arbeit des 53er Ausschusses beschränkt.
In einer Verteidigungsschrift unterstrich der 53er-Ausschuss, dass er die Räte als festen Bestandteil der künftigen Marine ansah und weiter seine militärpolitischen Ziele verfolgen wollte. Doch Noske wollte letztlich die Räte abschaffen. Die Auseinandersetzungen wurden schließlich mit der Anordnung der Reichsregierung am 6. Februar 1919, den Ausschuss auf sechs Personen zu verkleinern, beendet. Der Ausschuss trat geschlossen zurück, seine Kontrollaufgaben gingen auf den Nachfolger Vogtherrs, den neuen Beigeordneten Carl Giebel über. Der neue 6er-Ausschuss erhielt nur noch beratende Funktion. Noske löste dann schließlich, nach der Rückgabe der Kommandogewalt an die Offiziere, die Räte und auch den 6er-Rat auf und setzte Vertrauensleute an deren Stelle.